# Corticaria aequabilis
Corticaria aequabilis es una especie de coleóptero de la familia Latridiidae.

## Distribución geográfica
Habita en la República del Congo.